# The Spy in Black
The Spy in Black (br.: O espião submarino, O espião negro, O Espião de preto / pt.: O espião negro e O espião de negro), lançado nos Estados Unidos com o título U-Boat 29, é um filme britânico de guerra e espionagem de 1939, dirigido por Michael Powell. Foi a primeira colaboração do diretor com Emeric Pressburger. Foram contratados por Alexander Korda e posteriormente a dupla faria mais 20 filmes.

## Elenco
- Conrad Veidt...Capt. Hardt
- Sebastian Shaw...Tenente Ashington/Comandante David Blacklock
- Valerie Hobson...Fräulein Tiel/Jill Blacklock
- Marius Goring...Tenente Schuster
- June Duprez...Senhorita Anne Burnett
- Athole Stewart...Reverendo Hector Matthews
- Agnes Lauchlan...Madame Matthews
- Helen Haye...Madame Sedley
- Cyril Raymond...Reverendo John Harris
- George Summers...Capt. Walter Ratter (capitão do navio)
- Hay Petrie...James, mecânico do navio
- Grant Sutherland...Bob Bratt
- Robert Rendel...Almirante
- Mary Morris...Edwards, motorista
- Margaret Moffatt...Kate
- Kenneth Warrington...Comandante Denis
- Torin Thatcher...Oficial do submarino

## Sinopse
Em 1917, durante a I Guerra Mundial, o alemão capitão e comandante de submarino Hardt, é enviado a uma missão contra a Frota Naval Britânica baseada em Scapa Flow, na Escócia. Ele desembarca secretamente na remota Orkney Islands para se encontrar com seu contato, a espiã Fräulein Tiel, disfarçada de professora escolar. Ela atraiu e se tornou amante do ex-comandante britânico Ashington, rebaixado a tenente por alcoolismo, que está disposto a trair a Inglaterra e fornecer dados secretos aos alemães sobre as missões da frota. Hardt pega as informações e repassa sem demora para os submarinos alemães para que prepararem os ataques, mas fica insatisfeito com Tiel, que recusa ter relações amorosas com ele. Hardt passa a segui-la e descobre o segredo dela.

## Produção
The Spy in Black foi filmado pelo Denham Studios, com locações em Berkhamsted, Hertfordshire e em Orkney, Escócia. As filmagens terminaram em 24 de dezembro de 1938 e foi lançado na Grã-Bretanha em 12 de agosto de 1939. O lançamento nos Estados Unidos foi em Nova Iorque em 5 de outubro daquele ano, e no resto do país dois dias depois.

## Indicação a prêmio
O filme foi indicado ao National Board of Review como um dos melhores filmes de 1939.